# Вілар-ду-Шан
Вілар-ду-Шан (порт. Vilar do Chão; МФА: [vi.ˈɫaɾ du ˈʃɐ̃w]) — парафія в Португалії, у муніципалітеті Вієйра-ду-Міню. Розташована в північно-західній частині країни, на теренах історичної португальської провінції Дору-Міню. Входить до складу округу Брага. За адміністративним поділом, чинним до 1976 року, терени парафії були складовою провінції Міню. Належить до Бразької архідіоцезії Католицької церкви. Патрон — святий Пелагій. Площа — 7,9297 км². Населення — 256 ос. (2011). Слабо урбанізований регіон. Густота населення — 32,28 осіб/км²
. Код — 031121.

## Населення
| Кількість мешканців | Кількість мешканців | Кількість мешканців | Кількість мешканців | Кількість мешканців | Кількість мешканців | Кількість мешканців | Кількість мешканців | Кількість мешканців | Кількість мешканців | Кількість мешканців | Кількість мешканців | Кількість мешканців | Кількість мешканців | Кількість мешканців |
| ------------------- | ------------------- | ------------------- | ------------------- | ------------------- | ------------------- | ------------------- | ------------------- | ------------------- | ------------------- | ------------------- | ------------------- | ------------------- | ------------------- | ------------------- |
| 1864                | 1878                | 1890                | 1900                | 1911                | 1920                | 1930                | 1940                | 1950                | 1960                | 1970                | 1981                | 1991                | 2001                | 2011                |
| 366                 | 341                 | 347                 | 386                 | 400                 | 373                 | 358                 | 378                 | 410                 | 417                 | 362                 | 330                 | 312                 | 291                 | 256                 |